# Glucono delta-lacton
Glucono delta-lacton (viết tắt GDL) là một phụ gia thực phẩm nguồn gốc tự nhiên được sử dụng như là phụ gia cô lập, chất axít hóa hay chất ướp, ngâm dầm hay tạo độ nở cho thực phẩm. Nó là một este vòng của D-axít gluconic. GDL tinh khiết là chất bột kết tinh màu trắng không mùi.
GDL được tìm thấy khá phổ biến trong mật ong, nước quả và rượu vang. Do có  tính axít nên nó bổ sung vị thơm nồng cho thực phẩm, mặc dù nó có vị chua bằng khoảng một phần ba của axít citric. Nó bị chuyển hóa thành glucoza; một gam GDL là tương đương với một gam đường.
Glucono-delta-lacton, khi hòa tan trong nước nhanh chóng chuyển sang trạng thái cân bằng động với axít gluconic, làm cho dung dịch trở thành hỗn hợp của axít này với GDL. Tốc độ thủy phân GDL tăng lên do nhiệt và pH cao.